# Salix arbuscula
Espèce
Classification APG III (2009)
Salix arbuscula, le saule des montagnes (en anglais : mountain willow) est une espèce de plantes à fleurs de la famille des Salicaceae. C'est un buisson bas très branchu de 70 centimètres de haut. Son habitat est limité au Nord de l'Europe, poussant du Nord de la Scandinavie à l'est de la Sibérie. En Écosse, on le trouve sur les versants humides des montagnes rocailleuses, généralement à une altitude supérieure à 600 mètres, rarement en dehors du  Perthshire et de l'Argyll.

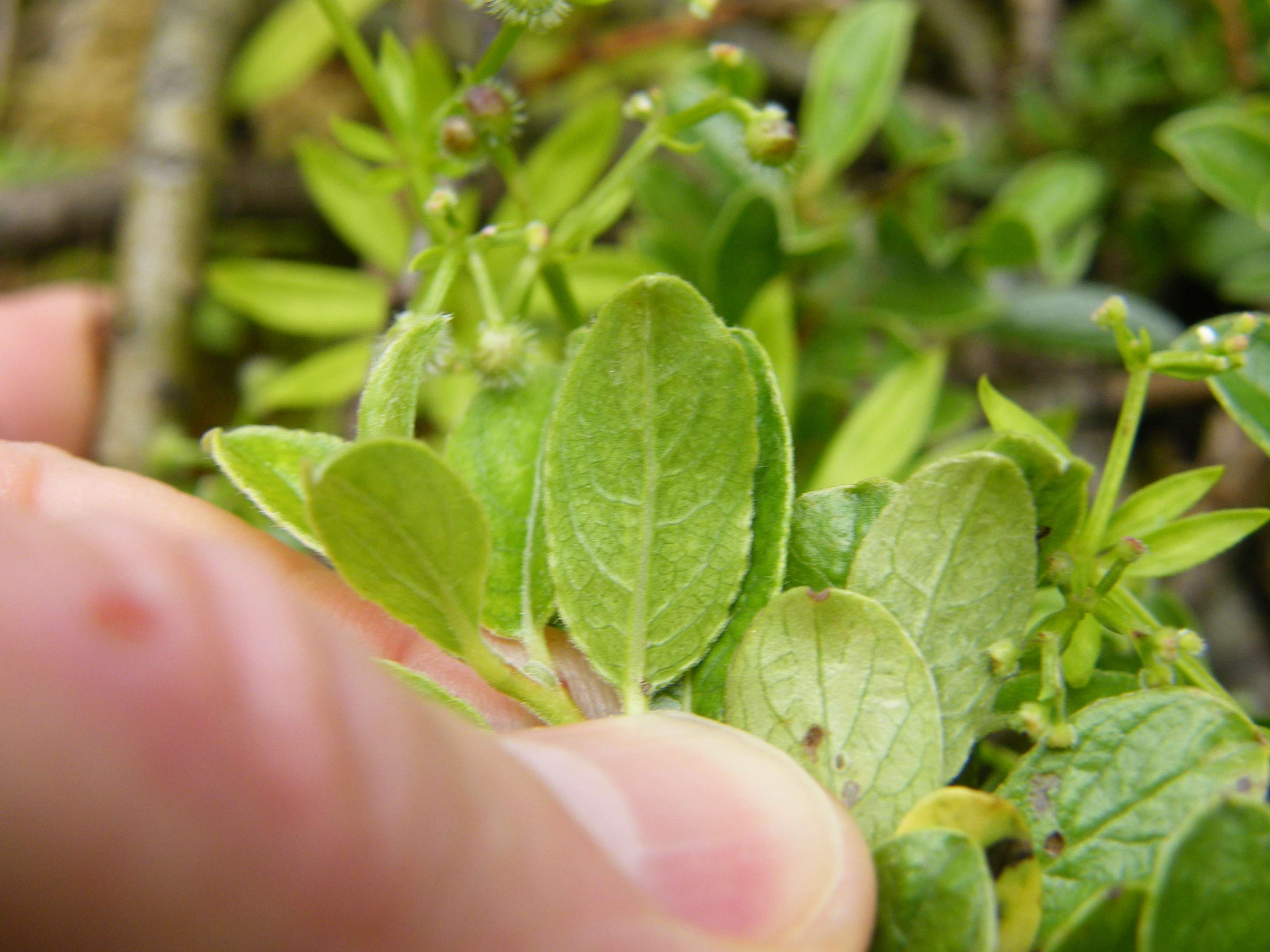
Face inférieure de la feuille.

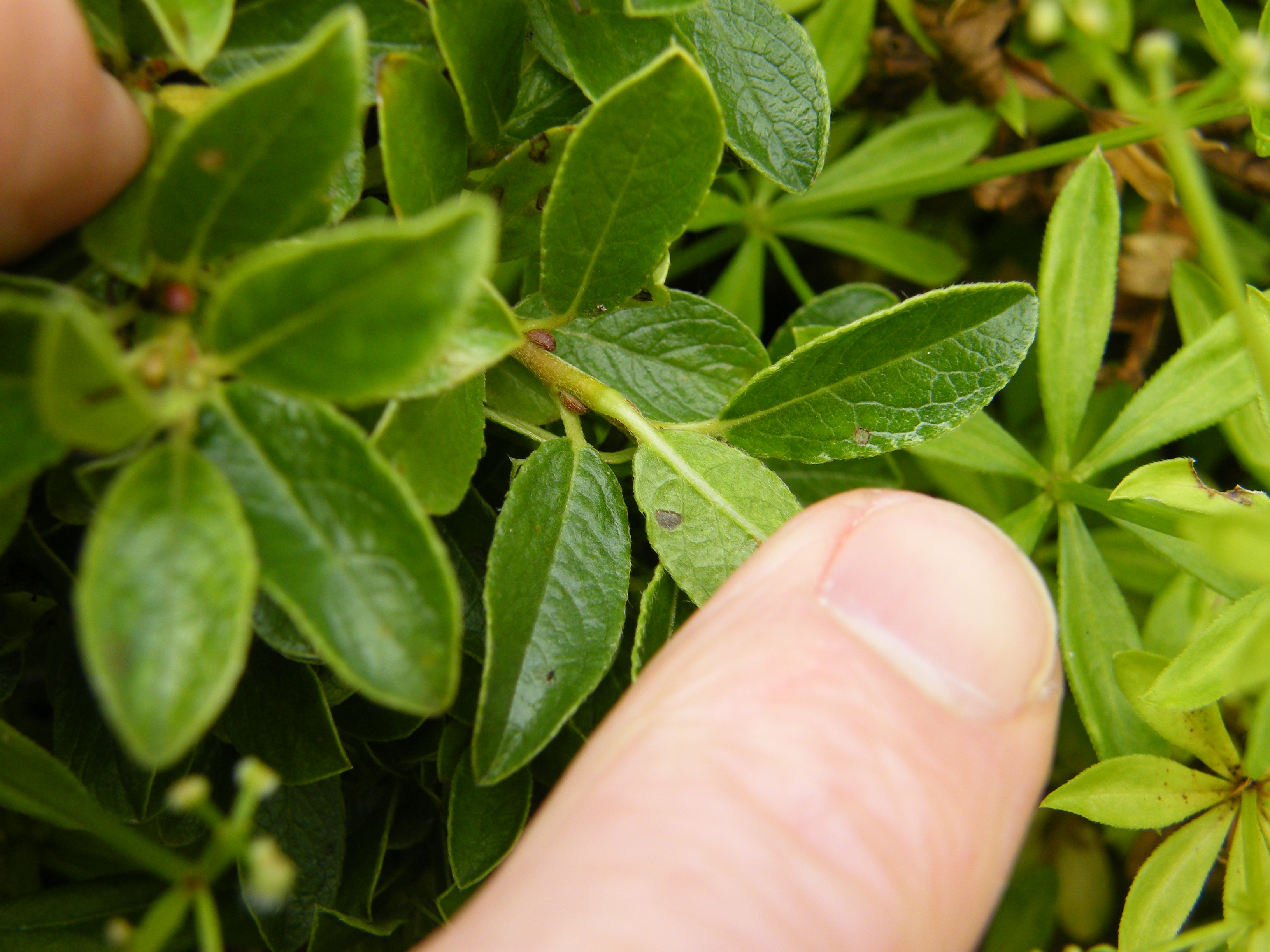
Pétiole.

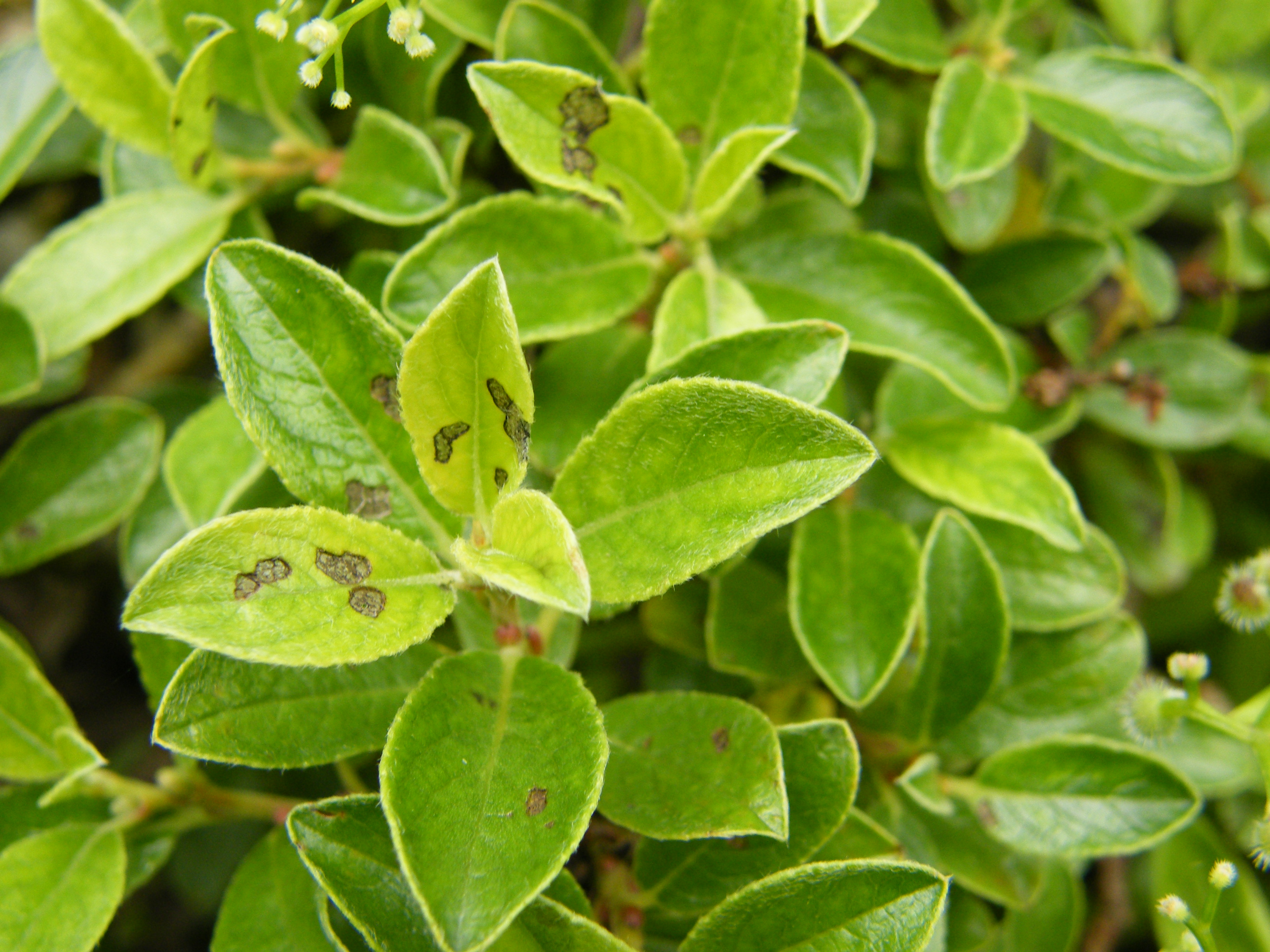
Face supérieure de la feuille.

L'arbre est décrit dans Stace et BSBI.
Salix arbuscula a les caractéristiques suivantes :
- Rameaux d'abord légèrement velus, ensuite glabres et d'un brun rougeâtre et noirâtre.
- Feuilles généralement ovales, jusqu'à 5 cm de long, 3 cm de large ; glabres et d'un vert brillant sur le dessus. D'abord fortement velues sur la face inférieure puis glabres, avec une bordure garnie de nombreuses petites dents émoussées.
- Court pétiole, atteignant parfois 8 mm mais le plus souvent moins de 5 mm.